# Pitlochry
Pitlochry är en ort i Storbritannien.   Den ligger i kommunen Perth and Kinross och riksdelen Skottland, i den norra delen av landet, 600 km norr om huvudstaden London. Pitlochry ligger 120 meter över havet och antalet invånare är 2 551.
Terrängen runt Pitlochry är huvudsakligen lite kuperad. Pitlochry ligger nere i en dal.Runt Pitlochry är det mycket glesbefolkat, med 5 invånare per kvadratkilometer. Pitlochry är det största samhället i trakten. I omgivningarna runt Pitlochry växer i huvudsak blandskog.